# Premio Nazionale Cultura della Pace
Il Premio Nazionale Cultura della Pace è un riconoscimento assegnato a Sansepolcro dal 1992 con cadenza biennale a personaggi che si siano distinti nell'ambito di nonviolenza, solidarietà, attenzione ai più deboli e pace.
Ad assegnare il premio, che negli anni ha ricevuto i patrocini, tra gli altri, di Parlamento Europeo, Presidenza della Repubblica Italiana, Senato, Camera dei deputati e Regione Toscana, è l'Associazione Cultura della Pace (precedentemente Comitato Promotore per l'Obiezione di Coscienza), coadiuvata dai soci onorari che si sono succeduti - Fabrizio Fabbrini, Luigi Di Liegro, Chiara Ingrao, Luigina Di Liegro, David Sassoli, Mao Valpiana - ed in collaborazione con il Comune di Sansepolcro.
Fino al 2000 veniva assegnato anche uno speciale Premio Cultura della Pace alla memoria, poi sostituito dal Premio Nazionale Nonviolenza, destinato a personaggi che si siano impegnati per la conoscenza e la diffusione di modalità nonviolente di soluzione dei conflitti.

## Elenco dei premiati

### Premio Nazionale Cultura della Pace
- 1992 - Hedi Vaccaro Frehner
- 1994 - Tullia Zevi
- 1996 - Heinrich Grandi
- 1998 - Sergio D'Elia
- 2000 - Tonino Drago
- 2002 - Giulietto Chiesa
- 2004 - Alex Zanotelli
- 2006 - Andrea Riccardi
- 2008 - Gherardo Colombo
- 2010 - Carlo Petrini
- 2012 - Marco Paolini
- 2014 - Emanuele Crialese
- 2016[2] - Massimo Cirri e Sara Zambotti per il programma radiofonico di Rai Radio 2 Caterpillar
- 2018 - Cecilia Strada
- 2020 - Blob
- 2022 - Alessandro Bergonzoni
- 2024 - Paolo Jannacci

### Premio Nazionale Nonviolenza
- 2002 - Achille Rossi
- 2004 - Fabio Salviato
- 2006 - Francesco Calogero
- 2008 - Pietro Pinna
- 2010 - Christoph Baker
- 2012[3] - Luigi Ciotti
- 2012 - Mauro Biani
- 2014 - Monika Bulaj
- 2016[4] - Paolo Dall'Oglio
- 2016 - Gianni Tamino
- 2018 - Anna Bravo
- 2020 - Rete italiana Pace e Disarmo / Rondine Cittadella della Pace
- 2022 - Enrico De Angelis

- 2024 - Laura Milani

### Premio Nazionale Cultura della Pacealla memoria
- 1992 - Ernesto Balducci
- 1994 - Tonino Bello
- 1996 - Alexander Langer
- 1998 - Luigi Di Liegro
- 2000 - Bonvi